# Orde van Vanuatu
De Orde van Vanuatu is de enige ridderorde die wordt uitgereikt door de republiek Vanuatu. 
Voor de onafhankelijkheid in 1980 was Vanuatu een Frans-Brits condominium onder de naam Nieuwe Hebriden. In die tijd konden de inwoners in voorkomende gevallen worden onderscheiden met Britse en Franse ridderorden maar aan dat bijzondere decoratiestelsel kwam met de onafhankelijkheid een einde.

## Kenmerken van de Orde van Vanuatu
De in 1988 ingestelde orde orde heeft vier graden. 
- Het Ereteken (Engels: Badge of Honour).
- Het Teken van Distinctie (Engels: Badge of Distinction).
- De Medaille voor Belangrijke Diensten van Vanuatu (Engels: Vanuatu Distinguished Service Medal).
- De Medaille voor Verdienstelijke Dienst van Vanuatu (Engels: Vanuatu Meritorious Service Medal).

De orde heeft voor iedere graad een ander lint gekregen.
De linten zijn rood-zwart-groen-geel gestreept.